# Fritz Müller (Zoologe)

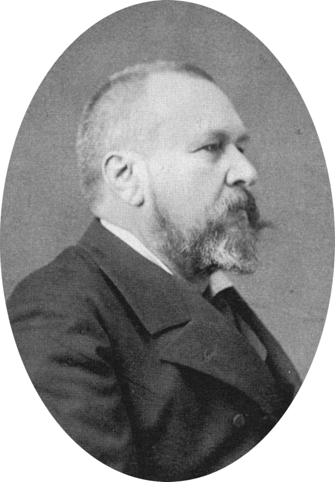
Fritz Müller

Fritz Müller (eigentlich Friedrich Müller; * 8. Mai 1834 in Basel; † 10. März 1895 ebenda) war ein Schweizer Arzt und Zoologe.

## Leben und Wirken
Nach anfänglichen Studien der Geisteswissenschaften und der Theologie widmete sich Müller ab 1852 der Humanmedizin. Von 1852 bis 1854 studierte er an der Universität Basel und anschliessend in Würzburg und Prag, bevor er 1857 zum Doktor der Medizin graduierte. Nach eineinhalb Jahren zusätzlicher Schulungen in Wien, Berlin und Paris kehrte er nach Basel zurück und eröffnete eine eigene Arztpraxis. Er war ein aktives Mitglied in der Basler Medizinergesellschaft und 1860 war er einer der Mitbegründer der örtlichen medizinischen Gesellschaft, deren Präsident er 1876 wurde. 1872 gab er seine Praxis auf und übernahm für das Basler Stadtparlament die Verantwortung über die Gesundheitskontrolle. Von 1868 bis 1869 hielt er zoologische Vorträge an der Universität Basel, jedoch waren die meisten seiner offiziellen Pflichten nach 1872 behördlicher Natur. Ab 1875 begann er für die Naturhistorische Sammlung Basel zu arbeiten. Seine Forschungstätigkeit umfasste die Herpetologie, die Krebstiere und die Spinnen. Ab 1873 wurde Müller von chronischen Krankheiten geplagt, die Genesungsaufenthalte im Mittelmeerraum während der Wintermonate notwendig machten. 
Müllers wenige herpetologische Schriften wurden im Zeitraum zwischen 1877 und 1895 veröffentlicht. Seinem Hauptwerk, ein Katalog der Amphibien und Reptilien im Naturhistorischen Museum Basel (1878), folgten sieben Nachtragsbände zwischen 1880 und 1892. Ein achter und letzter Band wurde 1901 von Müllers Kollegen Ehrenfried Schenkel verfasst. In diesem Werk sind hauptsächlich Sammlungen beschrieben, die von Schweizern in Übersee, insbesondere in tropischen Ländern, zusammengetragen wurden. Viele neue Taxa wurden von Müller erstmals beschrieben, darunter Oreophryne celebensis, Calotes ceylonensis, Cynisca leonina, Cyrtodactylus fumosus, die Sumatra-Kobra (Naja sumatrana), Nessia sarasinorum,  die Halsband-Zwergnatter (Platyceps collaris), Pseudorabdion sarasinorum, Rhinoplocephalus bicolor, Scincella inconspicua, Sphenomorphus celebense, Sphenomorphus textum, Stenocercus azureus und die Mittelamerikanische Zwergboa (Ungaliophis continentalis). Zu den bekanntesten Sammlungen zählen jene, welche die Schweizer Naturforscher Paul Sarasin und Fritz Sarasin auf Ceylon und Celebes machten. Darüber verfasste Müller 1894 seine letzte Publikation.

## Weblink
| Personendaten    | Personendaten              |
| ---------------- | -------------------------- |
| NAME             | Müller, Fritz              |
| ALTERNATIVNAMEN  | Müller, Friedrich          |
| KURZBESCHREIBUNG | Schweizer Arzt und Zoologe |
| GEBURTSDATUM     | 8. Mai 1834                |
| GEBURTSORT       | Basel                      |
| STERBEDATUM      | 10. März 1895              |
| STERBEORT        | Basel                      |